# Atletismo nos Jogos Pan-Americanos de 1991 - 800 m masculino
As provas dos 800 m masculino nos Jogos Pan-Americanos de 1991 foram realizadas em 7 e 8 de agosto em Havana, Cuba.

## Medalhistas
| Ouro                          | Prata                           | Bronze                    |
| Ocky Clark USA Estados Unidos | Terril Davis USA Estados Unidos | Tommy Asinga SUR Suriname |

## Results

### Final
| Posição           | Nome                | Nacionalidade      | Tempo   | Notas |
| ----------------- | ------------------- | ------------------ | ------- | ----- |
| Medalha de ouro   | Ocky Clark          | USA Estados Unidos | 1:46.91 |       |
| Medalha de prata  | Terril Davis        | USA Estados Unidos | 1:46.99 |       |
| Medalha de bronze | Tommy Asinga        | SUR Suriname       | 1:47.24 |       |
| 4                 | Pablo Squella       | CHI Chile          | 1:47.59 |       |
| 5                 | Ángel Carnesolta    | CUB Cuba           | 1:47.93 |       |
| 6                 | Héctor Herrera      | CUB Cuba           | 1:48.12 |       |
| 7                 | Luis José Gonçalves | BRA Brasil         | 1:48.82 |       |
| 8                 | Luis Migueles       | ARG Argentina      | 1:48.86 |       |